# 尼爾·布坎南
尼爾·布坎南（英語：Neil Buchanan，1956年10月11日—），是英國電視節目主持人、音樂家，以1990年至2007年在CITV主持《動手玩創意》節目而廣為人知。他也主持了《Finders Keepers》（1991年－1996年）、《It's a Mystery》（1996年－2000年），另外也製作了《ZZZap!》（1993年－1998年），並演出Smart Arty一角。
尼爾·布坎南出生於利物浦，從小喜歡美術創意，曾就讀利物浦藝術學院，但因故休學。他也是重金屬樂團Marseille的成員。
網絡曾經盛傳尼爾·布坎南為匿名英國塗鴉藝術家班克斯（Banksy）。2020年，尼爾·布坎南發放了一個聲明否認此事。